# فرودگاه استیجاری اوپا-لوکا
فرودگاه اوپا-لوکا (به انگلیسی: Opa-locka Airport) (به زبان بومی: Opa-locka Executive Airport) یک فرودگاه همگانی بهره‌برداری هوایی با کد یاتا OPF است که یک باند فرود آسفالت دارد و طول باند آن ۲۴۳۹ متر است. این فرودگاه در شهر میامی کشور ایالات متحده آمریکا قرار دارد و در ارتفاع ۲ متری از سطح دریا واقع شده است.